# 193P/LINEAR-NEAT
193P/LINEAR-NEAT (też LINEAR-NEAT 2) – kometa krótkookresowa, należąca do rodziny Jowisza.

## Odkrycie
Kometa została odkryta 17 sierpnia 2001. Odkryto ją w ramach dwóch programów poszukiwania małych ciał Układu Słonecznego: LINEAR i NEAT.

## Orbita komety i właściwości fizyczne
Orbita komety 193P/LINEAR-NEAT ma kształt elipsy o mimośrodzie 0,39. Jej peryhelium znajduje się w odległości 2,17 j.a., aphelium zaś 4,99 j.a. od Słońca. Jej okres obiegu wokół Słońca wynosi 6,76 lat, nachylenie do ekliptyki to wartość 10,69˚.
Jądro tej komety ma rozmiary maks. kilku km.